# 龐羅伊 (明尼蘇達州)
龐羅伊（英語：Pomroy）是位於美國明尼蘇達州艾塔斯卡縣龐羅伊鎮區的一個非建制地區。

## 地理
龐羅伊所處的海拔為高於海平面418米（即1371英呎），而該地所採用的時區為UTC-6，即北美中部時區（CST）。同時該地設有夏令時間，為UTC-6調快一小時，即UTC-5（CDT）。